# Sherlock Holmes

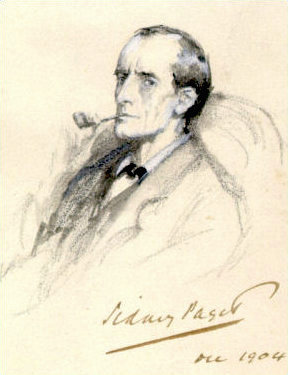
Sherlock Holmes, Kohlezeichnung von Sidney Paget, 1904

Sherlock Holmes [ˈʃɜ(ɹ).lɒk ˈhoʊ̯mz] (anhörenⓘ) ist eine 1886 vom britischen Schriftsteller Arthur Conan Doyle geschaffene Kunstfigur, die in seinen im späten 19. und frühen 20. Jahrhundert spielenden Romanen als Detektiv tätig ist.
Besondere Bedeutung für die Kriminalliteratur erlangten Doyles Werke durch die beschriebene forensische Arbeitsmethode, die auf detailgenauer Beobachtung und nüchterner Schlussfolgerung beruht. Dabei dient zumeist Holmes’ Freund und Begleiter Dr. Watson als Chronist der Ermittlungen und Vermittler für die Leser. Holmes gilt bis heute weithin als Symbol des erfolgreichen, analytisch-rationalen Denkers und als Stereotyp des Privatdetektivs. Der Kanon um den Detektiv umfasst 56 Kurzgeschichten und vier Romane.

## Die Sherlock-Holmes-Serie

### Allgemeines

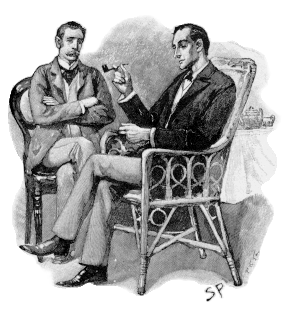
Holmes (rechts) und Dr. Watson. Illustration von Sidney Paget

Sherlock Holmes lebt in der Baker Street 221b, London, einer damals fiktiven Adresse, da zu Conan Doyles Zeit die Baker Street nur bis zur Nr. 85 durchnummeriert war. Die Stelle, an der die Baker Street 221b heute liegt (sie wurde 1930 verlängert), wäre zur Zeit der Sherlock-Holmes-Geschichten die Upper Baker Street gewesen. Dort beginnen oft die Geschichten mit Rat suchenden Klienten, die von Holmes’ besonderen Fähigkeiten gehört haben und den Detektiv aufsuchen, um ihn um Hilfe zu bitten. Sherlock Holmes arbeitet als „beratender Detektiv“ (im Original consulting detective), das heißt, er beschäftigt sich mit Mysterien, die von Privatklienten an ihn herangetragen werden. Holmes sieht sich damit als Ergänzung oder Alternative zum police detective (deutsch Kriminalpolizist). Mitunter bittet auch die staatliche Polizei (z. B. in Gestalt des Inspektors Lestrade von Scotland Yard) um Holmes’ Unterstützung. Der Detektiv kommt dabei stets durch ungewöhnliche Schlussfolgerungen und innovative Deduktionen zum richtigen Täterprofil und Motiv und widerlegt damit meist die Ermittlungsergebnisse der Polizei.
Manchmal wird Holmes durch die Zeitungslektüre oder durch Neuigkeiten aus der Londoner Gesellschaft, die sein treuer Begleiter und Biograf Dr. Watson ihm zuträgt, auf für ihn interessante Geschehnisse aufmerksam und nimmt ohne Auftrag die Ermittlung auf oder mischt sich in die Arbeit der Polizei ein. Als „letzte Instanz“ greift er häufig in dem Moment ein, wenn anderen die Klärung der Situation geradezu unmöglich erscheint. Die Aufklärungsarbeit des Detektivs steht im Mittelpunkt der Geschichten, die sich nicht alle mit der Verbrechensbekämpfung befassen: Laut Doyles eigener Schätzung ist in etwa einem Viertel der Geschichten gar kein Verbrechen begangen worden.

### Erzählperspektive
Erzähler der meisten Geschichten ist der praktisch veranlagte, bodenständige Dr. Watson, der enge Freund und zeitweilige Mitbewohner des Detektivs, dem die Rolle des Chronisten zufällt.
In vier Geschichten wird Holmes selbst zum Erzähler: in The Lion’s Mane (dt. Die Löwenmähne) und The Blanched Soldier (dt. Der erbleichte Soldat) ist Holmes der alleinige Ich-Erzähler; The Musgrave Ritual (dt.: Das Musgrave-Ritual) und The Gloria Scott (dt. Die Gloria Scott) sind in Form einer Schachtelgeschichte gestaltet: die Binnenhandlung ist eine von Holmes erzählte Erinnerung, Watson wird zum Zuhörer und Erzähler der kurz einleitenden Rahmenhandlung.
Zwei weitere Geschichten, His Last Bow (dt. Seine Abschiedsvorstellung) und The Mazarine Stone (dt. Der Mazarin-Stein) werden in der dritten Person erzählt. Im Roman A Study in Scarlet (dt. Eine Studie in Scharlachrot) wird die Ich-Erzählung Watsons durch einen längeren Einschub über Ereignisse der Vergangenheit unterbrochen, der ebenfalls in der dritten Person erzählt wird.

### Themen und Stil

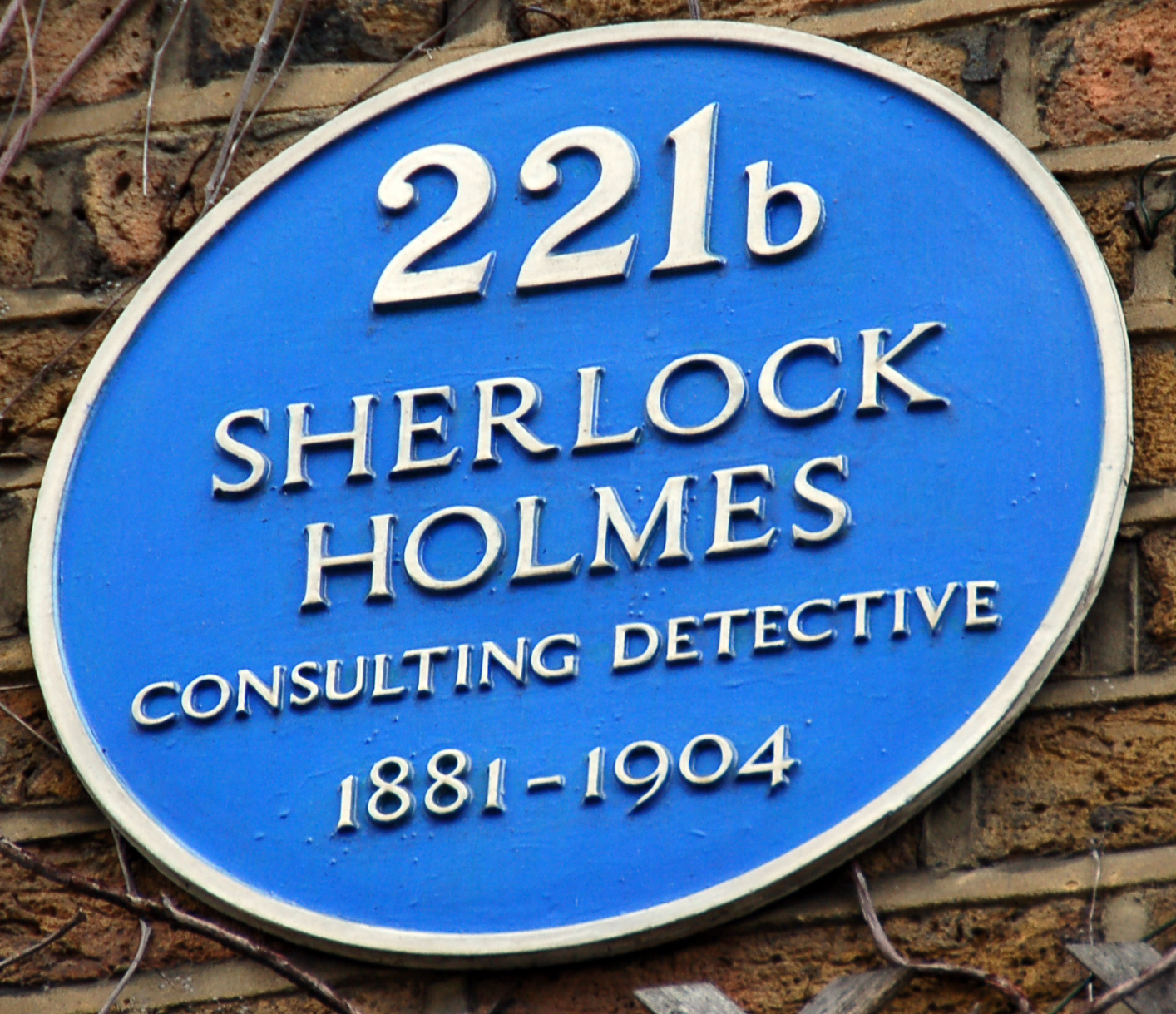
Blue Plaque in der Baker Street

Die Themen der Geschichten sind breit gefächert. Es geht um zwischenmenschliche Probleme in allen Gesellschaftsschichten, geheime Organisationen, kriminelle Bünde, Kryptogramme, Diebstähle, verschwundene Personen, Drohungen und Erpressungen, scheinbar unerklärliche Todesfälle, Staatsgeheimnisse und Bedrohungen der öffentlichen Sicherheit.
In der Regel steht ein außergewöhnlich anspruchsvolles Rätsel oder Verbrechen im Vordergrund. Neben besonders scharfsinnig entworfenen kriminellen Plänen und deren Vereitelung geht es häufig um die unbewältigte Vergangenheit eines Menschen, die plötzlich in sein jetziges Leben einbricht. Der Autor verarbeitet in seinen Geschichten auch eigene Einsichten und Meinungen und bringt in einigen Fällen ein soziales oder politisches Anliegen zum Ausdruck. So lässt Holmes bspw. in einigen Geschichten die Täter entkommen, da er die Tat für moralisch gerechtfertigt hält oder der Ansicht ist, dass das Leben die Schuldigen bereits genug bestraft hat.
Eine wichtige Rolle für die Wirkung der Geschichten spielen die pointierten Dialoge zwischen Holmes und anderen, oft Watson. Ein Beispiel:

„‚Gibt es noch irgendeinen anderen Umstand, auf den Sie meine Aufmerksamkeit lenken möchten?‘ – ‚Auf das merkwürdige Ereignis mit dem Hund in der Nacht.‘ – ‚Der Hund hat in der Nacht nichts getan.‘ – ‚Genau das war eben das merkwürdige Ereignis‘, bemerkte Sherlock Holmes.“

### Entstehung
Im Jahr 1886 skizzierte Doyle, als er als Arzt in Southsea, Hampshire, tätig war, erste Entwürfe zu einer Geschichte um einen rational arbeitenden Detektiv namens Sherrinford Holmes, der mit seinem Freund Ormond Sacker in der Baker Street 221b in London lebt. Doyle war es ein Anliegen, eine neue Art von Kriminalgeschichte zu schreiben, in der nicht der Zufall, sondern die Beobachtung und Analyse zur Lösung der Fälle führen würde: “where science would take the place of chance.”
Rückblickend sagte Doyle 1927 in einem Interview: „In meiner Freizeit las ich Detektivgeschichten. Mich störte sehr, wie altmodisch sie geschrieben waren. Der Detektiv kam scheinbar immer zu einer Lösung. Entweder durch Zufall, oder es wurde überhaupt nicht erwähnt, wie. Das stimmte mich nachdenklich. Ich fand, man will eine Erklärung, wie er zu seinen Schlussfolgerungen kommt. So hatte ich die Idee, wissenschaftliche Methoden in die Detektivarbeit einzubeziehen.“
Die erste Geschichte, der Roman A Study in Scarlet (Eine Studie in Scharlachrot), wurde 1887 in Beeton’s Christmas Annual veröffentlicht. Doyle hatte die Hauptcharaktere mittlerweile in Sherlock Holmes und John Watson umbenannt. Der erste Roman fand bei Publikum und Kritik wenig Beachtung, erregte aber die Aufmerksamkeit des amerikanischen Herausgebers John Marshall Stoddart, der eine Kriminalgeschichte für seine geplante britische Literaturzeitschrift Lippinscott’s suchte. 1890 veröffentlichte er The Sign of Four (dt. Das Zeichen der Vier). Auch dieser zweite Roman blieb weitgehend unbeachtet. Erst die Veröffentlichung der ersten kürzeren Erzählung A Scandal in Bohemia (dt. Ein Skandal in Böhmen) im The Strand Magazine 1891 erreichte ein breites Publikum und führte zu einer wachsenden Popularität der Geschichten und des Hauptcharakters Sherlock Holmes.

### Widmung
Den ersten Sammelband Die Abenteuer des Sherlock Holmes widmete Doyle dem damals renommierten Joseph Bell, Doyles Chirurgie-Professor und späteren Vorgesetzten an der Universität von Edinburgh. Joseph Bell erstaunte seine Patienten damit, dass er bereits erste Diagnosen erstellte, bevor die Kranken ihr Anliegen schilderten. Bell betrachtete und beobachtete seine Mitmenschen sehr genau und zog daraus seine Schlüsse. Im Mai 1892 schrieb Doyle an Bell, der das lebende Vorbild seiner literarischen Figur war: „Sherlock Holmes habe ich ganz eindeutig Ihnen zu verdanken.“

### Holmes’ „Tod“

Holmes und Moriarty im tödlichen Kampf

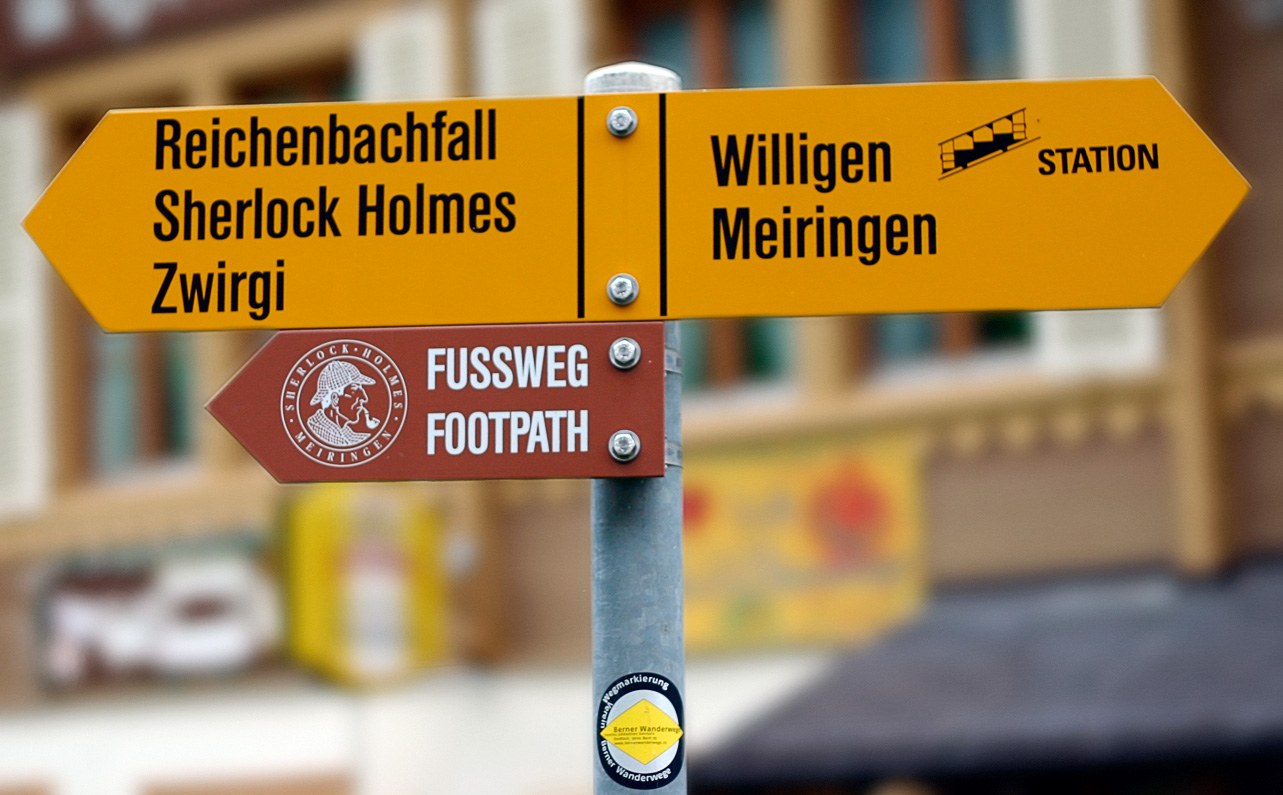
Die Reichenbachfälle erreicht man heute via „Sherlock-Holmes-Fußweg“.

Da das regelmäßige Verfassen neuer Holmes-Geschichten zu viel seiner Zeit in Anspruch nahm, die er gerne für das Schreiben von historischen Romanen und Abhandlungen aufgebracht hätte, versuchte Doyle, sich von der Pflicht zu befreien, weitere Erzählungen rund um den Detektiv zu verfassen. So forderte er vom Strand-Magazin immer höhere Summen für weitere Geschichten, bis er für zwölf Kurzgeschichten 1000 Pfund in Rechnung stellte. Aufgrund des großen kommerziellen Erfolges der Detektivgeschichten konnten diese hohen Honorare jedoch bezahlt werden.
Deshalb plante Conan Doyle 1893, die Reihe mit dem Tod des Detektivs abzuschließen. Die Mutter des Schriftstellers, eine begeisterte Leserin der Geschichten, versuchte vergeblich, ihren Sohn von dem Vorhaben abzubringen. Im selben Jahr reiste Doyle mit seiner an Tuberkulose erkrankten Frau in die Schweiz, um an einer Kur teilzunehmen. Bei einem Besuch der Reichenbachfälle kam ihm die Idee für die letzte Kurzgeschichte, die das Leben von Holmes beenden sollte.

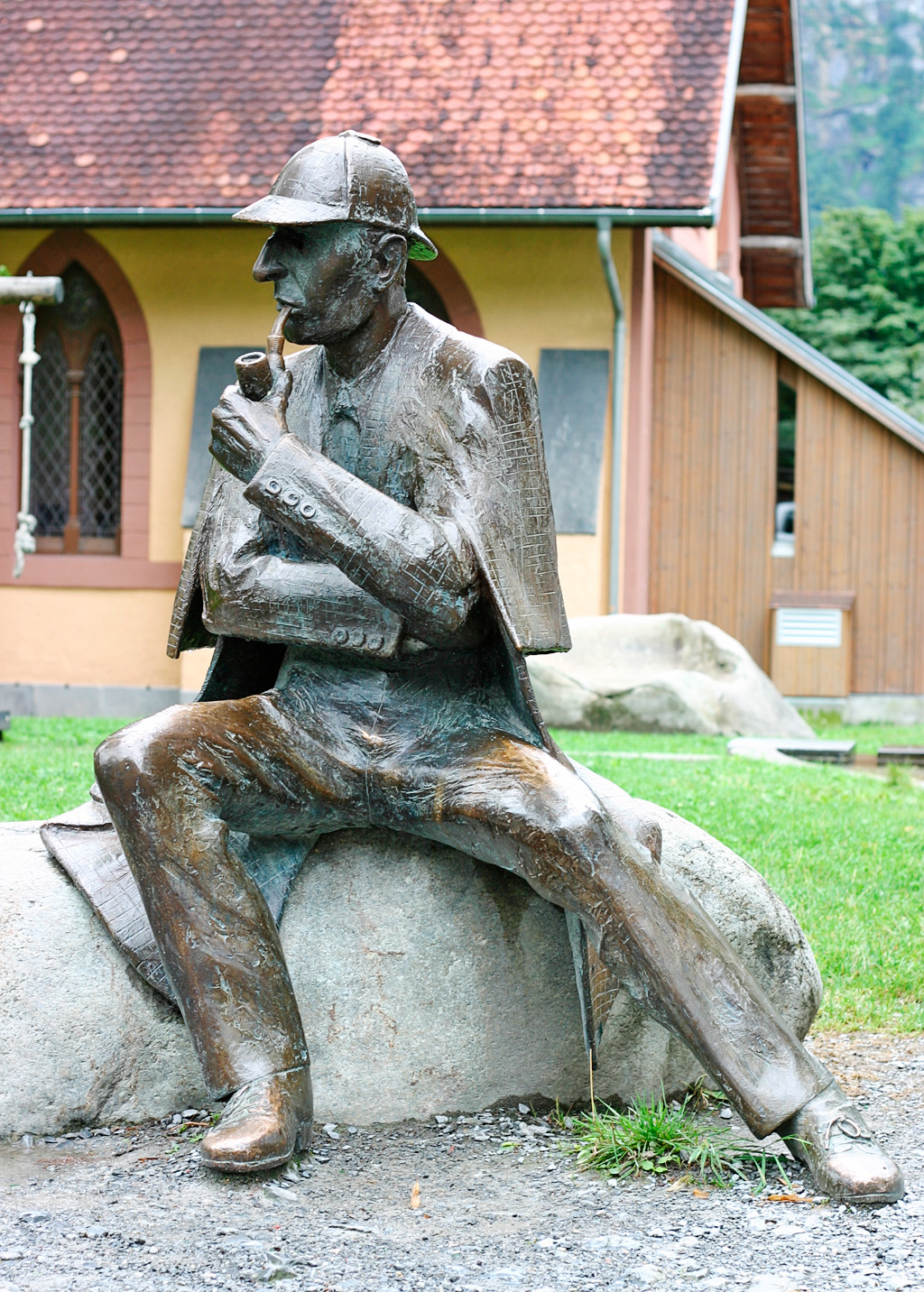
Sherlock Holmes in Meiringen, Schweiz (Plastik von John Doubleday)

Mit James Moriarty erschuf Doyle Holmes’ gefährlichsten Gegner, der dem Detektiv intellektuell ebenbürtig ist, seine Fähigkeiten aber als genialer Verbrecher zum Schaden der Menschheit einsetzt. Moriarty ist Holmes’ Alter Ego, ein „dunkles Spiegelbild“ des Helden der Geschichten. In The Final Problem (dt. Das letzte Problem), der letzten Geschichte in der Anthologie The Memoirs of Sherlock Holmes (dt. Die Memoiren des Sherlock Holmes), kommt es zu einem Kampf der Kontrahenten Holmes und Moriarty, bei dem sie schließlich gemeinsam in die Reichenbachfälle bei Meiringen in der Schweiz stürzen. Ein kompliziertes Kesselsystem macht die Bergung unmöglich.
Nach der Veröffentlichung vermerkte Doyle im Dezember 1893 in seinem Tagebuch „Killed Holmes“. 1896 verteidigte Doyle seine Entscheidung mit den Worten: “If I had not killed him, he certainly would have killed me.” (deutsch: „Wenn ich ihn nicht getötet hätte, hätte er sicherlich mich getötet.“)
Die große Popularität, die Holmes inzwischen erlangt hatte, führte zu öffentlicher Trauer, so dass sich enttäuschte Leser in London schwarze Schleifen um den Oberarm banden oder schwarze Krawatten trugen. Doyle erhielt im Folgenden viele Briefe von Lesern der Detektivgeschichten, die sich empört über das abrupte Ende der Geschichten äußerten, über 20.000 Kunden kündigten zudem das Abonnement des Strand-Magazins.

### Holmes’ „Wiederauferstehung“
Doyle wurde 1901 von einem Freund auf eine Legende aufmerksam gemacht, nach der eine Familie im Dartmoor von einem geheimnisvollen Geisterhund verfolgt wurde. Doyle war fasziniert von dem Stoff und fasste den Entschluss, daraus einen neuen Roman mit Sherlock Holmes zu machen, der vor seinem Tod in der letzten Kurzgeschichte spielen sollte. Der große Erfolg des Romans The Hound of the Baskervilles (dt. Der Hund von Baskerville) verbunden mit den enormen Summen Geld, die Doyle von seinem Verleger in Aussicht gestellt bekam, veranlasste ihn dazu, Sherlock Holmes’ Tod literarisch zu revidieren. In der auf den Roman folgenden Kurzgeschichte The Empty House (dt. Das leere Haus) lässt Doyle Holmes berichten, dass er Moriartys Griff in letzter Sekunde dank der Beherrschung einer japanischen Kampfkunst entgleiten konnte und danach die Klippen hinaufkletterte, so dass in den Wasserfällen nur Moriarty den Tod fand. Als Holmes für tot erklärt wurde, nutzte er die Gelegenheit, um vor Moriartys Komplizen zu fliehen, der den Vorgang beobachten konnte und versucht hatte, Holmes mit einem Steinwurf zu erschlagen. Zugleich plante Holmes, im entscheidenden Moment nach London zurückzukehren, um dort Moriartys mächtigstem Verbündeten, Colonel Moran, das Handwerk zu legen und die kriminelle Vereinigung endgültig zu zerschlagen. Holmes verbrachte die drei Jahre im Ausland mit Expeditionsreisen und wissenschaftlichen Studien, sein Bruder Mycroft war eingeweiht und finanzierte ihn.
In der Geschichte spricht Holmes von Baritsu. Das ist ein Druckfehler der Erstausgabe; gemeint ist die damals besonders in London bekannte und im Bürgertum populäre Selbstverteidigungskunst Bartitsu, eine Mischung aus Boxen, Savate, Ringen und japanischem Jiu Jitsu sowie Kampf mit dem Spazierstock, dem Stockkampf nach Vigny.
Mit dieser Geschichte begann Doyles zweite Schaffensperiode in Bezug auf Sherlock Holmes, in der er drei Kurzgeschichtensammlungen und den letzten Roman The Valley of Fear (dt. Das Tal der Angst) verfasste. 1927 erschien im Strand-Magazin die letzte Holmes-Geschichte The Adventure of Shoscombe Old Place (dt. Shoscombe Old Place).

### Realitätsbezug und Philosophie
In seinen Geschichten um Sherlock Holmes gelang es Conan Doyle, eine in sich geschlossene, fiktive Welt zu erschaffen, die dabei so real erscheint, dass der berühmte Detektiv für eine historische Person gehalten wird.
Die Fälle erhalten ihren authentischen Charakter dadurch, dass sie meist als Watsons Erinnerungen dargestellt werden. Die Geschichten spielen vor einer zeittypischen Kulisse und beziehen sowohl Details des viktorianischen Lebensstils und aktueller Zeitereignisse als auch die koloniale Exotik des Britischen Empires mit ein. Aufgrund ihrer realitätsgerechten Beschreibungen, etwa von Charakteren und Schauplätzen, lassen sich die Geschichten der Tradition des Realismus zurechnen.
Die Geschichten bestärken den Leser in seinem Vertrauen auf Naturwissenschaft und Technik, da durch rationales Denken scheinbar unfassbare Situationen und Rätsel stets aufgelöst werden. Dem viktorianischen Zeitgeist entsprechend kann demnach jedes Ereignis empirisch erklärt und somit Ordnung in eine chaotische Welt gebracht werden. Die Geschichten stützen tendenziell die gesellschaftlichen Vorstellungen der Zeit wie Standesdenken, Xenophobie und Chauvinismus, spiegeln aber auch Conan Doyles Engagement für unterdrückte und in Not geratene Menschen wider.
Die in Sherlock Holmes verwirklichte Arbeitsmethode spiegelt den Wissenschaftsoptimismus der Entstehungszeit wider. Sie steht in Verbindung mit den Ideen der Aufklärung und vernunftorientierter Philosophie. Ihre Wurzeln liegen in Conan Doyles damaliger rational geprägter Vorstellungswelt und seiner wissenschaftlich geschulten Beobachtungsgabe. Doyle war beeindruckt von den außergewöhnlichen diagnostischen Fähigkeiten seines Medizinprofessors Joseph Bell und beschreibt Holmes’ Vorgehensweise so: “the hero would treat crime as Dr Bell treated disease.” (deutsch: „Der Held behandelte Verbrechen so wie Dr. Bell Krankheiten behandelte.“)
Doyle bezeichnet Holmes’ Methode, zu seinen Schlussfolgerungen zu kommen, als Deduktion (eng. „deduction“). Umberto Eco und Thomas A. Sebeok verweisen zudem auf die Ähnlichkeiten mit der Methode der Abduktion gemäß der Philosophie von Charles S. Peirce.

## Entwurf des Hauptcharakters

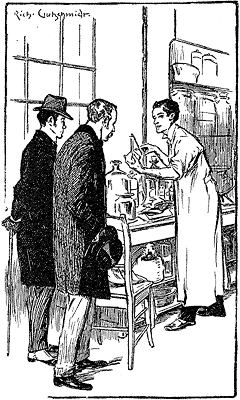
Holmes’ (rechts) erstes Auftreten als Chemiestudent. Illustration von Richard Gutschmidt, 1902

Aus dem Werkkanon um Sherlock Holmes lässt sich ein umfassendes Bild des Detektivs gewinnen. Einige Details seiner Biografie weisen jedoch Widersprüche auf, die Lesern und Kritikern eigene Interpretationen erlauben. Conan Doyle selbst erklärte, dass diese Inkonsistenzen aus dem sorglosen Umgang mit dem Material und aus dem langen Abfassungszeitraum herrühren.

### Grundlagen
In der ersten Geschichte, dem Roman A Study in Scarlet (dt. Eine Studie in Scharlachrot), wird Holmes als selbstbewusster, extrem wissenschaftlich orientierter Chemiestudent eingeführt, der abseits gängiger Laufbahnen eine Vielzahl von Interessen pflegt, mit dem Ziel, seine Vorstellungen von Detektivarbeit realisierbar zu machen. In diesem Roman wird der Grundstein für die folgenden Werke gelegt: Der besondere Charakter des sachlich-rationalen Beobachters, die Kulisse der Geschichten und das freundschaftliche Verhältnis von Holmes und Watson.
Holmes’ Charakter wird durch seine intellektuellen Fähigkeiten und seine außergewöhnlich sachliche, akkurate und effiziente Arbeitsweise bestimmt. Das führte oft dazu, dass er von anderen in den Geschichten mit einer Maschine assoziiert wird.
In den Geschichten zeigt Holmes aber auch emotionale Züge wie Zu- und Abneigungen, Humor, Einfühlungsvermögen, Wut oder Angst, moralisches Urteilsvermögen und die Liebe zur Musik. Er spielt zur Entspannung Violine und besitzt unter anderem eine Stradivari. Dabei vereinigt er viele rollentypische Eigenschaften aus der Entstehungszeit in sich, wie zum Beispiel die des Dandys.

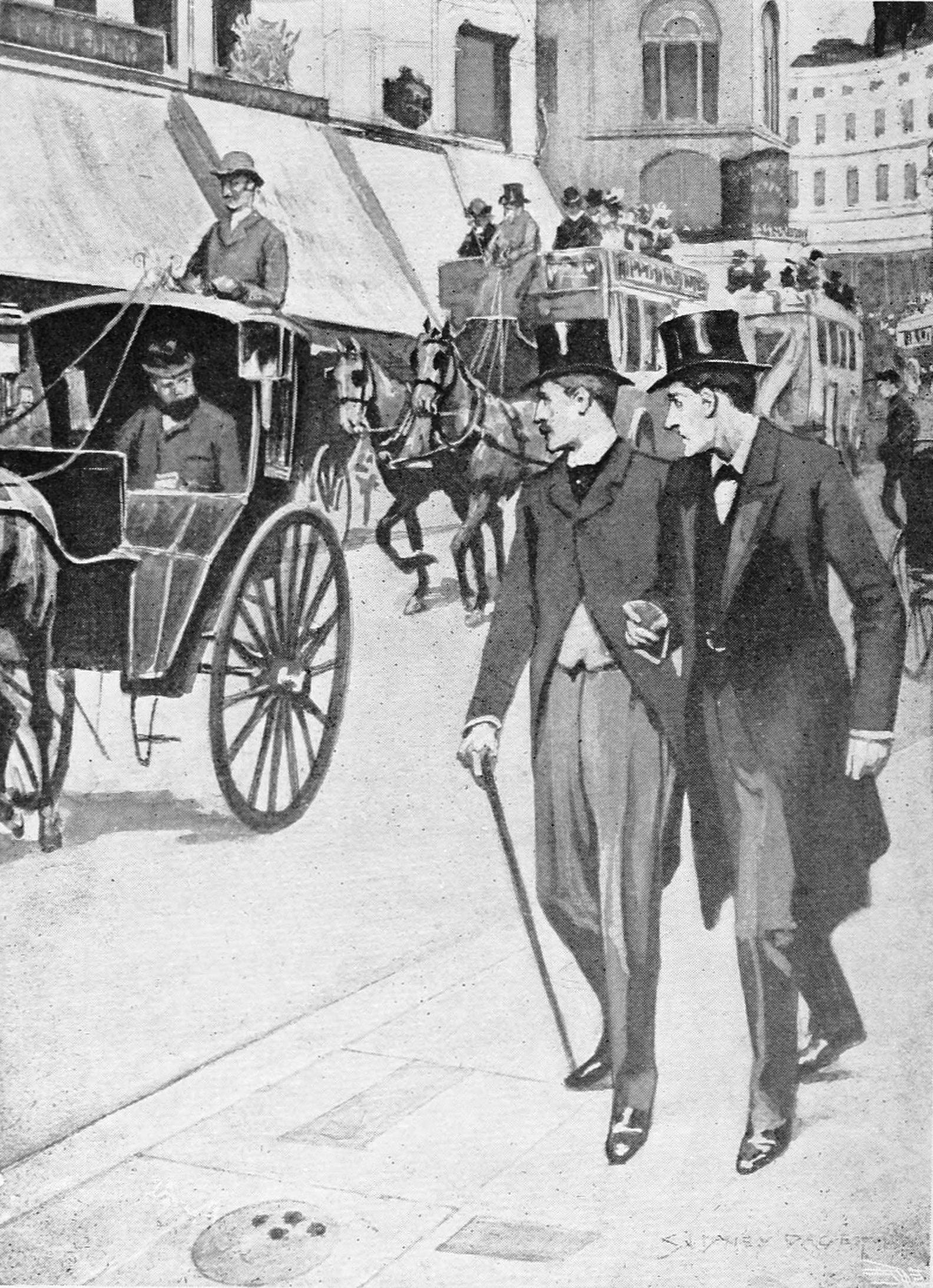
Holmes (rechts) und Watson in London, Illustration von Sidney Paget, 1901

Es wird impliziert, dass er finanziell unabhängig ist und mehrere Wochen ohne Aufträge in seiner Wohnung verbringen kann. In diesem Zusammenhang sieht Watson ihn oft in einem Sessel rauchen oder Violine spielen.

### Namenssymbolik und Charakter
Der Anglist Richard Gerber untersuchte die Namenswahl Doyles für seine Protagonisten und stellte fest, dass die Namen der Hauptfiguren Sherlock Holmes, John Watson, Moriarty und anderer nicht zufällig von Doyle so gewählt worden seien, sondern bestimmte Aspekte der Charaktere beleuchteten. Aufschlussreich sei daher schon die Analyse von „Sherlock Holmes“. Gerber zerlegt den „Sherlock“ in seine zwei Silben, von denen die erste Sher- aufgrund Doyles im Nachlass gefundener ergänzender Namensüberlegungen zum Sheriff führt, dem Verantwortlichen für die fraglose Durchsetzung des Rechts, die zweite Silbe -lock, engl. Schloss, das Ziel und die Endgültigkeit der ganzen Verbrecherjagd benennt, die den Täter „hinter Schloss und Riegel“ bringen wird. Außerdem sei für englische Leser die Assoziation mit Shylock naheliegend, dem menschenverachtenden Geldverleiher aus Shakespeares Kaufmann von Venedig. Diese Assoziation vermittle auch den Akzent der Unbarmherzigkeit und „Conan Doyle fährt also von allem Anfang an zweispurig, gespalten zwischen bewusster Bewunderung und unbewusster Verabscheuung seines Helden, womit seine wesentliche dichterische Minderwertigkeit, wie die aller Kriminalschriftsteller, gekennzeichnet ist.“ Denn diese Ambivalenz werde von Doyle, obgleich in der Figur angelegt, nie offen kommuniziert.
Vom englischen Wort her seien holmes Flussinseln, die auf das isolierte Vorgehen des Detektivs hinweisen, der als Amateur autokratisch, in angemaßter Stellvertretung für die Organe der Justiz handele. Doyle habe den Amerikaner Oliver Wendell Holmes (1809-1894) bewundert, der u. a. berühmt gewesen sei für seinen Roman The Autocrat of the Breakfast Table – Sherlock Holmes personifiziere dieses autokratische Prinzip der rücksichtslosen Verfolgung eines Ziels. Der berühmteste Verfechter der Autokratie sei zwar Thomas Hobbes gewesen, der aber gerade deswegen dem Helden seinen Namen habe nicht explizit geben können – „Holmes“ sei daher ein Kompromiss, aber auch ein nicht zu offensichtlicher Hinweis auf diesen konstitutiven Charakterzug.

Diese autokratischen Züge des Protagonisten wurden von späteren Autoren wie Raymond Chandler und Ian Fleming für ihre Helden wie Philip Marlowe und James Bond noch verstärkt und geben heute in der Regel den Grundton der Charaktere in zeitgenössischer Action-Krimis an.

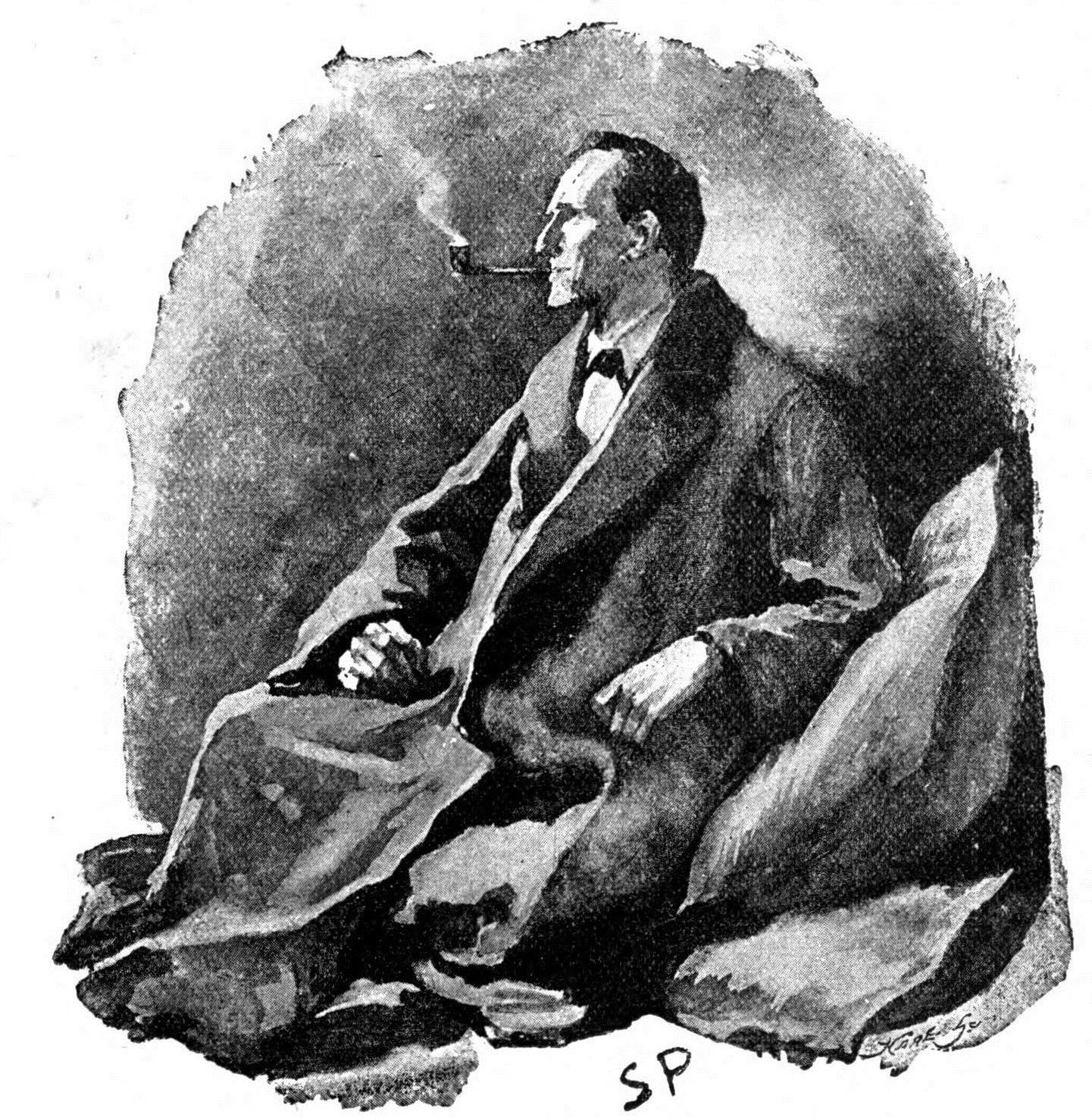
Holmes im Morgenrock, Sidney Paget, 1891

### Aussehen
Sherlock Holmes wird häufig als ein großer (über sechs Fuß, etwa 1,83 Meter), schlanker Mann dargestellt. Sein Gesicht wird in einigen Geschichten als markant, hager, eckig und „raubvogelhaft“ bezeichnet, da er eine spitze Habichtsnase habe. Ferner wird er in einigen Geschichten auch als blass und bleichgesichtig beschrieben. In einer Geschichte heißt es, seine „grauen Augen“ hätten aufgeleuchtet, als ihm die Lösung des Falls eingefallen war. Seine Haarfarbe variiert von Schwarz zu Dunkelbraun bis leicht Grau.
In London ist Holmes in der Regel wie ein normaler Stadtbewohner der bürgerlichen Mittelschicht gekleidet. Auf dem Lande trägt er wahlweise einen langen grauen Reisemantel, ein Winterjacket, einen Überzieher oder einen Regenmantel. Abends trägt er in allen Geschichten einen rot-goldenen Morgenrock.
Die Deerstalker-Mütze, die ein Markenzeichen des Detektivs geworden ist, wird ausdrücklich nur in einer Geschichte von Doyle erwähnt: in The Adventure of Silver Blaze (dt. Silberstern) als „an ear flapped traveling cap“. Das populäre stereotype Erscheinungsbild des Detektivs mit Inverness-Mantel und Jagdkappe geht auf die Illustrationen von Sidney Paget zurück.

### Persönlicher Hintergrund und Werdegang
Holmes’ Familie tritt in der Person seines Bruders Mycroft Holmes in Erscheinung, den Holmes in der Erzählung The Greek Interpreter (dt.: Der griechische Übersetzer) als noch höher begabt als sich selbst bezeichnet, allerdings sei Mycroft ein phlegmatischer, träger Charakter, so dass er keine Ambitionen hege, detektivisch zu arbeiten. Mycroft ist u. a. Politikberater in britischen Staatsdiensten (ausführlicher beschrieben in „The Bruce-Partington Plans“) und eines der Gründungsmitglieder des Diogenes Club, den Holmes den Klub der „ungeselligsten Männer in London“ nennt. In der gleichen Geschichte erfährt man auch, dass eine von Holmes’ Großmüttern die Schwester des französischen Malers Horace Vernet ist.
Die Erzählung The Adventure of the Gloria Scott (dt. Die Gloria Scott) zeigt die Umstände, die Sherlock Holmes dazu brachten, den Beruf des Detektivs zu ergreifen: Der Vater eines Studienfreundes beglückwünschte ihn zu seinen Fähigkeiten als Beobachter, nachdem er selbst mit ihnen konfrontiert worden war. Während seiner letzten Studiensemester begann Holmes bereits als Detektiv zu arbeiten, wobei ihm die Fälle von Kommilitonen zugetragen wurden, wie Holmes in The Adventure of The Musgrave Ritual (dt. Das Musgrave Ritual) erzählt, seinem dritten Fall aus dieser Zeit. Die beiden Erzählungen sind die einzigen, die vor Holmes' Zusammentreffen mit Watson und damit chronologisch vor A Study in Scarlet (dt. Eine Studie in Scharlachrot) spielen.
In späteren Geschichten berichtet Watson, dass sich Holmes um die Jahrhundertwende aus dem öffentlichen Leben zurückzieht und sich in Sussex der Bienenzucht widmet. The Adventure of the Lion’s Mane (dt. Die Löwenmähne) spielt dort zur Zeit seines Ruhestandes. In der Erzählung His Last Bow (dt. Seine Abschiedsvorstellung) lässt sich Holmes am Vorabend des Ersten Weltkriegs im Auftrag der Regierung als Geheimagent reaktivieren und überführt einen deutschen Spion.

### Holmes’ „dunkle Seiten“

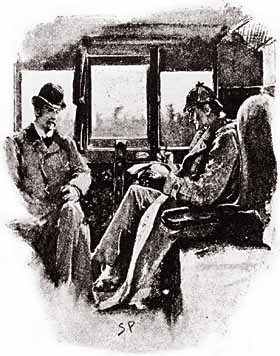
Sherlock Holmes (rechts) mit Deerstalker-Hut und Karomantel, Illustration von Sidney Paget, 1891

In einigen Geschichten wird auf Holmes’ Drogenkonsum hingewiesen. Holmes ist ein starker Raucher, der Pfeife, Zigarre und Zigaretten raucht. Die Häufigkeit und Menge des Konsums scheinen je nach Gefühl, Stress und Langeweile zu wechseln – ganz im Gegensatz zu seiner rationalen Art. Watson ist deshalb öfter um die Gesundheit und die geistigen Fähigkeiten seines Freundes besorgt.
Im zweiten Roman The Sign of Four (deutsch Das Zeichen der Vier) berichtet Dr. Watson, dass Holmes zu Zeiten mangelnder intellektueller Beschäftigung Kokain und Morphium konsumiert, was Watson als Holmes’ einziges Laster nennt, das zu Konflikten zwischen den beiden führt. „Was ist es heute, Kokain oder Morphium?“ fragt Watson seinen Freund gereizt im ersten Kapitel.
Zur Entstehungszeit der Geschichten waren Opiate in Apotheken frei erhältlich und unterlagen nicht der ärztlichen Verschreibungspflicht. Kokain war noch nicht als Droge verboten; man schätzte die positiven Wirkungen und verwendete es vielfach im Alltag. Als der Suchteffekt bekannt wurde, arbeitete Conan Doyle das in den weiteren Geschichten ein. In den letzten Erzählungen hat Holmes seinen Drogenkonsum eingestellt. In The Adventure of the Missing Three-Quarter (deutsch Der verschollene Three-Quarter) berichtet Watson, dass es ihm gelungen sei, Holmes von seiner „Drogen-Manie“ abzubringen und damit vielleicht seine Detektivkarriere zu retten.
Als entkräftend wird gelegentlich angegeben, dass Holmes die Lösung eines Auftrags immer noch am wichtigsten ist, weswegen ihn auch der Besuch einer Opiumhöhle nicht in Versuchung zu führen mag.
Holmes’ Neigung, in besonderen Notlagen Gesetze zu brechen, verweist auf Conan Doyles eigenes Moralempfinden und seinen ausgeprägten Gerechtigkeitssinn. Bereits in der ersten Erzählung A Scandal in Bohemia (deutsch Ein Skandal in Böhmen) stiftet Holmes Watson an, eine Leuchtkerze durch ein offenes Fenster zu werfen, um einen ablenkenden Brand vorzutäuschen. In Charles Augustus Milverton begehen Holmes und Watson einen Einbruch und werden unbemerkt Zeugen eines Mordes; der Detektiv hindert Watson daran, ins Geschehen einzugreifen und lässt die Mörderin aus moralischem Verständnis entkommen.

### Holmes in den Illustrationen

Sherlock Holmes mit Violine, Illustration von Richard Gutschmidt, 1902

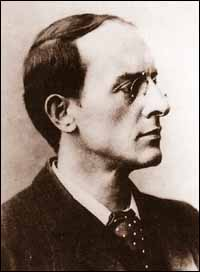
Walter Paget, Modell für Holmes (um 1893)

Die meisten der Holmes-Geschichten im Strand-Magazin wurden von Sidney Paget illustriert, der seinen Bruder Walter als Modell für den Detektiv wählte und Holmes als einen schlanken, hochgewachsenen Ästheten mit prägnanten Gesichtszügen und zunehmenden Geheimratsecken darstellt. Die populären äußeren Erkennungszeichen des Detektivs gehen auf Sidney Pagets Illustrationen zurück: der Zeichner trug privat selbst gern einen Deerstalker-Hut, deswegen stellte er Holmes auf Reisen oft mit einer solchen Jagdkappe dar. Holmes’ Inverness-Mantel ist ebenfalls eine Erfindung Pagets, ist jedoch seltener in den Bildern zu sehen. Pagets Illustrationen zeigen Holmes auf dem Land meist in einem Mantel mit Kapuze. Deerstalker und Mantel erscheinen erstmals in einer Illustration zu The Boscombe Valley Mystery (dt. Das Geheimnis vom Boscombe-Tal) 1891 und erneut in The Adventure of Silver Blaze (dt. Silberstern) 1893. Sie sind auch in einigen Illustrationen in der Anthologie The Return of Sherlock Holmes (dt. Die Rückkehr des Sherlock Holmes) zu sehen.
Die deutschen Erstausgaben wurden zwischen 1902 und 1908 von Richard Gutschmidt illustriert, der sich an Doyles Beschreibung orientierte und Holmes als britischen Gentleman darstellt.

## Literarischer Kontext
Mit seinen Geschichten führte Sir Arthur Conan Doyle einige bedeutende Elemente in die Kriminalliteratur ein, vor allem das forensische Vorgehen des Detektivs. Häufig wird er als Erfinder des klassischen Detektivduos bezeichnet.

### Vorläufer

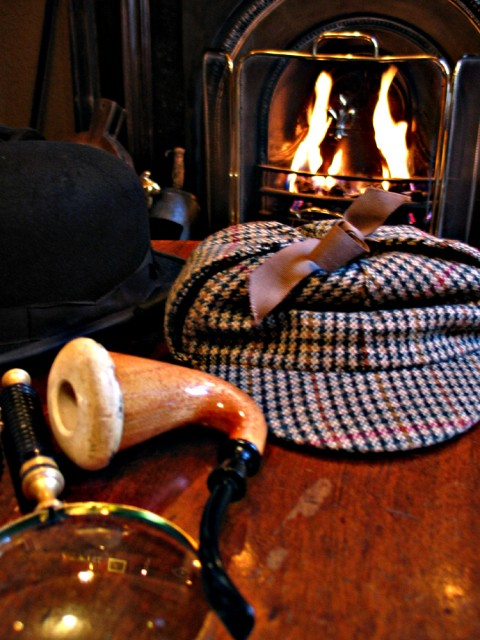
Typische Alltagsgegenstände (Attribute) im Sherlock-Holmes-Museum in London

Inspiriert wurde Doyle von Edgar Allan Poes Detektivgeschichten Der Doppelmord in der Rue Morgue (The Murders in the Rue Morgue, 1841), Das Geheimnis der Marie Rogêt (The Mystery of Marie Rogêt, 1842) und Der entwendete Brief (The Purloined Letter, 1844) um Auguste Dupin. Die Figur des Sherlock Holmes weist eine große Ähnlichkeit zu Poes Figur des französischen Detektivs Dupin in den drei Geschichten auf.
Doyle gibt in seinen Geschichten selbst Verweise auf Poes Werk. Schon in dem ersten Holmes-Roman A Study in Scarlet (dt. Eine Studie in Scharlachrot) von 1887 lässt er Watson und Holmes über Poes Detektiv sprechen: Watson bemerkt amüsiert die Ähnlichkeit zwischen Holmes und Dupin, woraufhin Holmes seinen älteren Vorgänger als ihm unterlegen abtut:
“He had some analytical genius, no doubt; but he was by no means such a phenomenon as Poe appeared to imagine.” (deutsch: „Er besaß einige analytische Begabung, ohne Zweifel; aber er war keinesfalls ein solches Phänomen, wie Poe anscheinend glaubte.“)
Doyle erwähnt Poes Geschichten in The Resident Patient (dt. Der niedergelassene Patient) und in The Adventure of the Cardboard Box (dt.: Die Pappschachtel). In beiden Fällen vollzieht Holmes Dr. Watsons Gedanken nach, um zu beweisen, dass ein logisch denkender Beobachter dazu fähig ist. Watson hatte das zuvor bei der Lektüre von “one of Poe’s sketches” bezweifelt, gemeint ist die Dupin-Geschichte Der Doppelmord in der Rue Morgue.
Auch die Figurenkonstellation des Detektivs mit einem vertrauten Begleiter wurde Poes Vorlage entnommen. Im Gegensatz zu Poes Geschichten, in denen der namenlose Erzähler nur ein literarisches Medium ist, um Dupins Genialität den Lesern zu vermitteln, wird Watson zu einem tragenden Charakter innerhalb der Handlung und nimmt an Holmes' Ermittlungen aktiv teil.

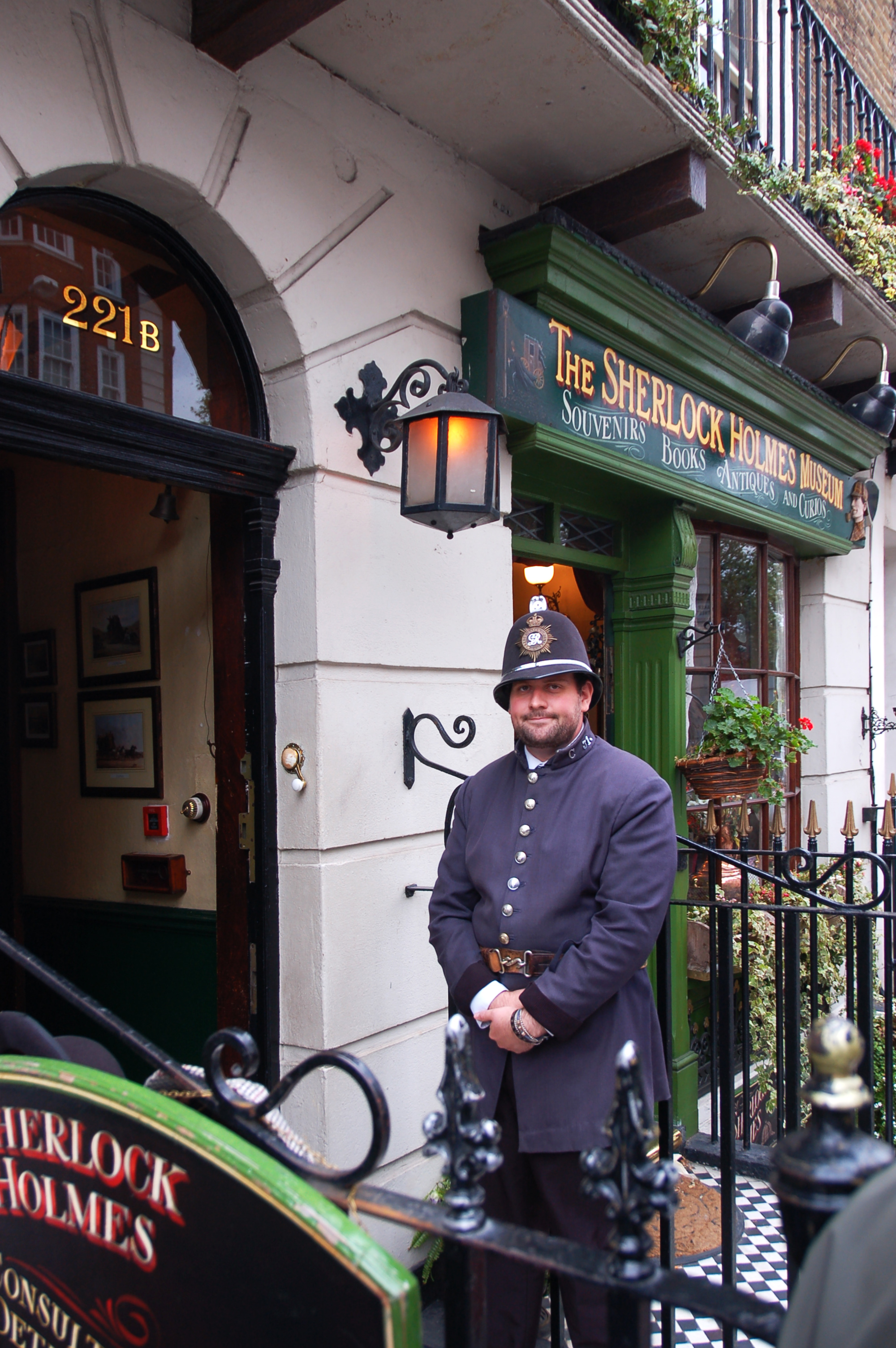
Sherlock-Holmes-Museum in der Londoner Baker Street

Ein weiterer Vorläufer ist Émile Gaboriaus Detektiv Monsieur Lecoq, den Holmes ausdrücklich in A Study in Scarlet erwähnt, dort allerdings als “a miserable bungler” (deutsch: „einen erbärmlichen Stümper“) abqualifiziert.

### Nachleben
Die Figuren Holmes und Watson wurden von vielen Autoren für weitere Romane und Geschichten verwendet.
Neben diesen Pastiche-Geschichten und Parodien haben sich belletristische Begleitbücher zur Serie etabliert, die als so genannte Fan-Science von der literaturwissenschaftlichen Conan-Doyle-Forschung abzugrenzen sind. Begonnen hat diese Form des sogenannten Sherlockian Reading 1911 mit einer satirischen Rede des Oxforder Theologen und Kriminalautors Ronald Knox.
Holmes-Biografien, beispielsweise von William S. Baring-Gould, spiegeln den verbreiteten Glauben wider, der Detektiv habe tatsächlich gelebt.
In der Baker Street in London firmiert seit 1990 ein Haus als Nummer 221b, weil sich darin ein Sherlock-Holmes-Museum befindet. In Wahrheit handelt es sich um die Hausnummer 235. An Stelle der Hausnummer 221, genauer: 219–229 Baker Street steht die frühere Zentrale der 2002 von der Banco Santander aufgekauften Abbey National Building Society, die auch eine Sekretärin beschäftigte, die Post an Sherlock Holmes beantwortete. An der Fassade des Gebäudes war eine Gedenkplakette angebracht, die heute als verschollen gilt.

## Werke
Der offizielle Werkkanon umfasst vier Romane und 56 Erzählungen. Zudem schrieb Doyle mehrere mit der Detektiv-Reihe verbundene Werke, die nicht als Bestandteile der Sherlock-Holmes-Reihe gezählt werden.

### Offizieller Werkkanon
Sir Arthur Conan Doyle schrieb zunächst zwei Romane über Sherlock Holmes: A Study in Scarlet (dt. Eine Studie in Scharlachrot) und The Sign of the Four (dt. Das Zeichen der Vier), die 1887 bzw. 1890 erschienen.
Es folgten zwölf Kurzgeschichten in der Zeitschrift The Strand, die am 14. Oktober 1892 in dem Band The Adventures of Sherlock Holmes (dt. Die Abenteuer des Sherlock Holmes) zusammengefasst wurden. The Memoirs of Sherlock Holmes (dt. Die Memoiren des Sherlock Holmes) mit elf Kurzgeschichten erschien 1893 und endete mit dem vorläufigen Tod Holmes’ in The Final Problem (dt. Das letzte Problem, teilweise auch Der letzte Fall, Sein letzter Fall oder Sherlock Holmes' Untergang).
Im Jahr 1901 erschien in der Zeitschrift The Strand ein weiterer Fortsetzungsroman über Sherlock Holmes: The Hound of the Baskervilles (dt. Der Hund von Baskerville). 1903 setzte Doyle die Kurzgeschichten mit The Empty House (dt. Das leere Haus) fort. Insgesamt dreizehn neue Geschichten wurden nach der Erstveröffentlichung in The Strand in der Anthologie The Return of Sherlock Holmes (dt. Die Rückkehr des Sherlock Holmes) von 1905 zusammengefasst.
Der letzte Sherlock-Holmes-Roman The Valley of Fear (dt. Das Tal der Angst) erschien 1915.
His Last Bow (dt. Seine Abschiedsvorstellung) enthielt 1917 nur acht Kurzgeschichten, 1927 folgte mit The Case-Book of Sherlock Holmes (dt. Sherlock Holmes’ Buch der Fälle) ein Band mit zwölf Erzählungen.

### Werke außerhalb des Hauptkanons
Im Jahr 1896 schrieb Doyle die Kurzgeschichte The Field Bazaar für eine Wohltätigkeitsveranstaltung der Universität Edinburgh. Die Geschichte erschien in dem Magazin The Student, dessen Verkaufserlös gemeinnützigen Zwecken zugutekam.
Angeblich steuerte er 1903 für einen Sammelband, dessen Verkaufserlöse dem Wiederaufbau einer zerstörten Brücke in der Stadt Selkirk zugutekamen, anonym die Geschichte Discovering the Border Burghs and, by Deduction, the Brig Bazaar bei; dieses Werk wurde erst 2015 wiederentdeckt. Allerdings gibt es gute Gründe, zu bezweifeln, dass diese Erzählung wirklich von Doyle ist – nicht zuletzt angesichts der Tatsache, dass eine anonyme Veröffentlichung den Sinn der Erlössteigerung für eine gute Sache nur bedingt erfüllen kann.
Doyle verfasste 1923 für die Miniaturbuch-Reihe von Queen Mary’s Dolls’ House die parodierende Kurzgeschichte How Watson Learned the Trick, die 1924 auch in der New York Times abgedruckt wurde.
Zusammen mit William Gillette schrieb Doyle 1899 das Bühnenstück Sherlock Holmes: A Drama in Four Acts, in dem erstmals die Phrase „Oh, this is elementary, my dear fellow“ vorkommt, die zu einem geflügelten Wort wurde, als sie der britische Schauspieler Clive Brook im ersten Sherlock-Holmes-Tonfilm 1929 in der Version „Oh, this is elementary, my dear Watson“ wieder aufgriff. Gillette spielte auch als Sherlock Holmes die Hauptrolle in einigen Aufführungen des Stückes.
Im Jahr 1902 fertigte Doyle eine Bühnenfassung zu The Speckled Band (dt. Das gesprenkelte Band) unter dem Alternativ-Titel The Stoner Case an.
Doyle verfasste 1921 zugleich das Stück The Crown Diamond: An Evening with Sherlock Holmes und die darauf basierende Erzählung The Adventure of the Mazarin Stone (dt. Der Mazarin-Stein).
Zudem schrieb Doyle mehrere Essays zu der Detektivreihe; unter anderem stellt er den Lesern in My favourite Sherlock Holmes adventures (1927, dt. Meine liebsten Sherlock-Holmes-Abenteuer) seine Favoriten unter seinen Erzählungen vor.

## Hörspielfassungen
Es gibt mehrere Hörbuch- und Hörspielversionen zu den Werken.
Als klassische englischsprachige Version gelten die von Sir John Gielgud (Holmes) und Ralph Richardson (Watson) gesprochenen Hörspielfassungen des BBC von 1954 bis 1955, bei denen auch unter anderem Orson Welles mitwirkte.
Peter Pasetti sprach den Detektiv in mehreren deutschen Hörspielen mit wechselnden Besetzungen für Watson. Die Hörspiele wurden in den 1960ern für den Bayerischen Rundfunk produziert. In den 1980er Jahren wurden fünf Hörspiele mit Pasetti erstmals auf LP und MC veröffentlicht, diese sind nicht mit den Rundfunkaufnahmen identisch, sondern wurden (teilweise nach anderen Vorlagen) extra für die Tonträger aufgenommen.
Zwischen 2003 und 2011 erschien eine vollständige Sherlock-Holmes-Reihe im Maritim-Verlag. Sherlock Holmes wird von Christian Rode und Dr. Watson von Peter Groeger gesprochen.

## Verfilmungen

### Allgemeines
Viele der Romane und Kurzgeschichten wurden verfilmt, der Roman Der Hund von Baskerville sogar mehrfach.

### Amerikanische Produktionen
In dem Film Der Hund von Baskerville von 1939 spielte Basil Rathbone erstmals die Figur des Sherlock Holmes. Der große Erfolg des Films führte dazu, dass Rathbone an zahlreichen weiteren Holmes-Projekten teilnahm, die allerdings nicht mehr auf Doyles Werken beruhten (unter anderem in Die Abenteuer des Sherlock Holmes). So spielen die in den 1940er Jahren entstandenen Filme der Rathbone-Reihe im Zweiten Weltkrieg und lassen Holmes in das tagespolitische Geschehen eingreifen (siehe Die Geheimwaffe, Die Stimme des Terrors).
Eine US-amerikanische Fernsehserie unter dem Titel Sherlock Holmes stammt aus den Jahren 1954/1955. Sie umfasst 39 Folgen und wurde von Sheldon Reynolds produziert, der auch bei neun Folgen Regie führte. Die Rolle des Sherlock Holmes spielte der britische Schauspieler Ronald Howard, den Part des Dr. John Watson übernahm Howard Marion-Crawford.
Zwischen 2000 und 2002 entstanden vier Fernsehfilme in Kanada, in denen Matt Frewer (Sherlock Holmes) und Kenneth Welsh (Dr. Watson) die Hauptrollen spielen. Alle Filme entstanden unter der Regie von Rodney Gibbons.
2009 und 2011 gab es mit Sherlock Holmes und Spiel im Schatten zwei weitere Filmproduktionen mit Guy Ritchie als Regisseur, Robert Downey Jr., der Holmes verkörperte und Jude Law, der die Figur des Dr. Watson übernahm.
Von 2012 bis 2019 lief Elementary. In der über sieben Staffeln gehenden Serie wird Holmes von Jonny Lee Miller gespielt. Dieser ist wegen seiner Drogenprobleme nach New York City ausgewandert und bekommt von seinem Vater eine Suchttherapeutin zur Seite gestellt. Die Figur des Dr. Watson ist erstmals eine Frau: Dr. Joan Watson wird von Lucy Liu gespielt.

### Britische Produktionen
Peter Cushing übernahm 1959 die Rolle des Holmes in einer farbigen Neuverfilmung von Hound of the Baskervilles. Ab 1968 spielte er den Detektiv in einer werkgetreuen Holmes-Fernsehserie der BBC, in der auch der Hund der Baskervilles erneut verfilmt wurde, wodurch Cushing der einzige Schauspieler ist, der in zwei Verfilmungen desselben Holmes-Romans die Hauptrolle spielt. Sein letzter Auftritt als Sherlock Holmes war 1984 in der Pasticheverfilmung The Masks of Death.
Eine umfangreiche Reihe von Verfilmungen entstand in den achtziger Jahren bei Granada TV (Großbritannien) mit Jeremy Brett als Holmes. Die Serie mit dem Titel Sherlock Holmes umfasst 36 Episoden und 5 Filmspecials. Sie zeichnete sich zunächst durch eine besonders große Werktreue aus, entwickelte sich später jedoch teilweise zum nur lose an der Vorlage orientierten Pastiche. Die Folgen wurden in einer Zeitspanne von zehn Jahren produziert (1984–1994).
In den Jahren 1982 und 1983 entstanden die Fernsehfilme Im Zeichen der Vier und Der Hund von Baskerville mit Ian Richardson (Sherlock Holmes) und David Healy bzw. Donald Churchill (Dr. Watson).
Eine neuere Verfilmung ist die BBC-Fernsehproduktion von Der Hund der Baskervilles mit Richard Roxburgh aus dem Jahre 2002.
Zu neueren Verfilmungen, die Bezüge auf den Original-Kanon nehmen, gehört die erstmals 2010 ausgestrahlte Serie Sherlock, welche die Geschichten des Sherlock Holmes (Benedict Cumberbatch) und John Watson (Martin Freeman) neuinterpretiert und in die moderne Neuzeit versetzt. Die BBC-Fernsehproduktion Sherlock umfasst bisher vier Staffeln mit je drei Folgen in Spielfilmlänge und einen gesonderten Film, welcher wiederum in der Zeit des Originalromans spielt.
2015 kam der Kinofilm Mr Holmes heraus, der zwar ebenfalls auf die alten Fälle Bezug nimmt, jedoch auch auf Fälle eingeht, die nicht zum Kanon gehören. In dieser Verfilmung spielt Ian McKellen einen 93-jährigen, an Demenz leidenden Sherlock Holmes. Der Film basiert auf dem Buch A Slight Trick of the Mind von Mitch Cullin. Auch diese Verfilmung gilt als Neuinterpretation, da Doyle Holmes nicht älter als 60 Jahre dargestellt hatte und er ihn nie im Zusammenhang mit Demenz brachte.

### Deutsche Produktionen
Im Januar 1937 erschien ein Kinofilm Der Hund von Baskerville mit Bruno Güttner als Holmes.
In der Kriminalkomödie aus dem Jahre 1937 Der Mann, der Sherlock Holmes war spielen Hans Albers und Heinz Rühmann die Rollen von Sherlock Holmes und Dr. Watson.
im Jahr 1955 wurde die erste deutsche Fernsehadaption live ausgestrahlt, eine Bühnenfassung vom Hessischen Rundfunk, die von Fritz Umgelter inszeniert wurde. Die Aufzeichnung ist verschollen. Die Hauptrollen spielten Wolf Ackva und Arnulf Schröder. 1961 wurde im Deutschen Fernsehen erstmals eine Übersetzung einer englischsprachigen TV-Folge ausgestrahlt.
1967/68 produzierte der WDR unter der Regie von Paul May eine an der Werksvorlage orientierte sechsteilige Fernsehserie. Sherlock Holmes und Dr. Watson wurden hier von Erich Schellow und Paul Edwin Roth verkörpert.

### Russischsprachige Produktionen
In den Jahren 1979 bis 1986 entstand die sowjetische Fernsehreihe Приключения Шерлока Холмса и доктора Ватсона (Die Abenteuer von Sherlock Holmes und Doktor Watson) mit Wassili Liwanow (Holmes) und Witali Solomin (Watson). Sie gilt als sehr werktreu.
2012 wurde unter dem Titel Шерлок Холмс (Scherlok Cholms) (Sherlock Holmes) eine achtteilige Fernsehserie gedreht, die im Frühjahr 2013 im russischen Fernsehen ausgestrahlt wurde. Sie ist im viktorianischen London angesiedelt, hält sich jedoch nur lose an die literarische Vorlage. In den Hauptrollen spielen Igor Petrenko (Holmes) und Andrej Panin (Watson).

## Denkmäler für Holmes, Dr. Watson und Sir Arthur Conan Doyle
- Sherlock Holmes (Edinburgh)
- Sherlock Holmes (London)
- Sherlock Holmes (Meiringen)
- Sherlock Holmes und Dr. Watson (Moskau)
- Gedenkplatte am Reichenbachfall
- Arthur-Conan-Doyle-Statue (Crowborough)

## Pastiches und Parodien
Bei Sherlock-Holmes-Pastiches handelt es sich um Sherlock-Holmes-Werke anderer Autoren unter Verwendung der Originalcharaktere sowie um Sherlock-Holmes-Filme, deren Handlung nicht auf Doyles Erzählungen und Romanen basiert, die aber Figuren und Motive aus den Originalgeschichten verwenden.

## Sekundärliteratur

### Bibliografien
- Ronald B. DeWaal: World Bibliography of Sherlock Holmes and Dr. Watson. A classified and annotated list of materials relating to their lives and adventures, New York Graphic Society, Boston, Mass. 1974, ISBN 0-8212-0420-3
- Gerhard Lindenstruth: Arthur Conan Doyle. Eine illustrierte Bibliographie der Veröffentlichungen im deutschen Sprachraum, Munniksma, Amsterdam 1994 (Das Phantasmaskop; Bd. 5)
- Michael Ross (Hrsg.): Sherlockiana, 1894–1994. Eine Bibliographie deutschsprachiger Sherlock-Holmes-Veröffentlichungen, Baskerville, Kempen 1995, 2. Aufl., ISBN 3-930932-01-6
- Jens Arne Klingsöhr: „Sherlock Holmes in der Literatur“. Elms & Oaks, Hannover 2015